# رابرت هیگ
رابرت هیگ (زاده 27 مارس 1945 در آدلاید ، استرالیای جنوبی) بازیکن سابق هاکی از استرالیا است که به عنوان عضوی از تیم ملی دو مدال نقره المپیک را در بازی‌های المپیک تابستانی 1968 مکزیکوسیتی و المپیک تابستانی 1976 در مونترال کسب کرد. کانادا . او همچنین در المپیک تابستانی 1972 در مونیخ شرکت کرد ، جایی که تیم استرالیا پنجم شد.